# Natalja Sobolewa
Natalja Andriejewna Sobolewa (ros. Наталья Андреевна Соболева; ur. 11 grudnia 1995 w Tasztagole) – rosyjska snowboardzistka, pięciokrotna medalistka mistrzostw świata juniorów. Po raz pierwszy na arenie międzynarodowej pojawiła się 22 listopada 2010 roku w Magnitogorsku, gdzie w zawodach FIS Race zajęła szóste miejsce w slalomie równoległym (PSL). W 2013 roku wystąpiła na mistrzostwach świata juniorów w Erzurum, gdzie była trzecia w slalomie równoległym. Na rozgrywanych rok później mistrzostwach świata juniorów w Valmalenco zwyciężyła w obu konkurencjach równoległych. Wynik ten powtórzyła podczas mistrzostw świata juniorów w Yabuli w 2015 roku.
W zawodach Pucharu Świata zadebiutowała 5 marca 2011 roku w Moskwie, zajmując 34. miejsce w PSL. Pierwsze pucharowe punkty wywalczyła 11 stycznia 2013 roku w Bad Gastein, gdzie była czwarta w tej konkurencji. Na podium zawodów tego cyklu po raz pierwszy stanęła 16 grudnia 2017 roku w Cortinie d’Ampezzo, kończąc slalom równoległy na trzeciej pozycji. W zawodach tych wyprzedziły ją jedynie Austriaczka Sabine Schöffmann i Julie Zogg ze Szwajcarii. W 2014 roku wystartowała na igrzyskach olimpijskich w Soczi, gdzie była piętnasta w PSL, a w gigancie równoległym (PGS) została zdyskwalifikowana. Była też między innymi siódma w PSL podczas mistrzostw świata w Stoneham w 2013 roku. W 2019 roku, na mistrzostwach świata w Park City, wywalczyła srebrny medal w gigancie równoległym, ulegając jedynie Niemce Selinie Jörg.
Jej brat, Andriej Sobolew, również jest snowboardzistą.

## Osiągnięcia

### Igrzyska olimpijskie
| Miejsce | Dzień     | Rok  | Miejscowość | Konkurencja       | Zwyciężczyni    |
| ------- | --------- | ---- | ----------- | ----------------- | --------------- |
| DSQ     | 19 lutego | 2014 | Soczi       | Gigant Równoległy | Patrizia Kummer |
| 15.     | 22 lutego | 2014 | Soczi       | Slalom Równoległy | Julia Dujmovits |

### Mistrzostwa świata
| Miejsce | Dzień       | Rok  | Miejscowość   | Konkurencja       | Zwyciężczyni              |
| ------- | ----------- | ---- | ------------- | ----------------- | ------------------------- |
| 7.      | 27 stycznia | 2013 | Stoneham      | Slalom równoległy | Jekatierina Tudiegieszewa |
| 12.     | 22 stycznia | 2015 | Kreischberg   | Slalom równoległy | Ester Ledecká             |
| 20.     | 23 stycznia | 2015 | Kreischberg   | Gigant równoległy | Claudia Riegler           |
| 18.     | 15 marca    | 2017 | Sierra Nevada | Slalom równoległy | Daniela Ulbing            |
| 2.      | 4 lutego    | 2019 | Park City     | Gigant równoległy | Selina Jörg               |
| 14.     | 5 lutego    | 2019 | Park City     | Slalom równoległy | Julie Zogg                |
| 17.     | 1 marca     | 2021 | Rogla         | Gigant równoległy | Selina Jörg               |
| 6.      | 2 marca     | 2021 | Rogla         | Slalom równoległy | Sofija Nadyrszyna         |

### Puchar Świata

#### Miejsca w klasyfikacji generalnej
- sezon 2010/2011: 67.
- sezon 2011/2012: 60.
- sezon 2012/2013: 24.
- sezon 2013/2014: 12.
- sezon 2014/2015: 17.
- sezon 2015/2016: 16.
- sezon 2016/2017: 22.
- sezon 2017/2018: 14.
- sezon 2018/2019: 8.
- sezon 2019/2020: 10.
- sezon 2020/2021: 17.
- sezon 2021/2022: 19.

#### Miejsca na podium w zawodach
1. Cortina d’Ampezzo – 16 grudnia 2017 (slalom równoległy) – 3. miejsce
2. Rogla – 19 stycznia 2019 (gigant równoległy) – 2. miejsce
3. Rogla – 18 stycznia 2020 (gigant równoległy) – 3. miejsce
4. Bad Gastein – 11 stycznia 2022 (slalom równoległy) – 3. miejsce